# جورج أندروز
جورج آري أندروز (بالإنجليزية: George Eyre Andrews) (مواليد 4 ديسمبر 1938 في سايلم، أوريغون) عالم رياضيات أمريكي متخصص في مجال التحليل والتركيبات.

## السيرة الذاتية

### التعليم والحياة المبكرة
بدأ أندروز حياته الجامعية كطالب في جامعة ولاية أوريغون وأنهاها بعد حصوله على درجة الدكتوراه من جامعة بنسلفانيا بعد مناقشه أطروحته والتي أشرف عليها هانز راديماخر في عام 1964. ليبدأ بعد ذلك حياته العملية كأستاذ رياضيات في جامعة ولاية بنسلفانيا.
شغل منصب رئيس الجمعية الأمريكية للرياضيات في الفترة ما بين عام 2008-2009.

### المساهمات
ساهم أندروز في العديد الدراسات وله أكثر من 250 بحثا ومقالة عن سلسلة Q، المعادلات الخاصة، علوم التربية الرياضية، التركيبات، التوحيدات والتطبيقات. كما يعتبر خبيرا رائدا في نظرية الأقسام الصحيحة. نجح في عام 1976، في اكتشاف المزكرة الضائعة لرامانوجان.
يعتبر كتابه نظرية الأجزاء مرجعا معياريا في موضوع الأقسام الصحيحة.

## الجوائز والتكريمات
حصل أندروز على العديد من التكريمات والجوائز خلال فترة حياته مثل:
- زمالة الأكاديمية الوطنية للعلوم.[6]
- زمالة في الأكاديمية الأمريكية للفنون والعلوم في عام 1997.
- زمالة الجمعية الرياضية الأمريكية في عام 1997.[15]
- درجة الدكتوراه الفخرية من جامعة بارما في عام 1998.
- درجة الدكتوراه الفخرية من جامعة فلوريدا في عام 2002.
- درجة الدكتوراه الفخرية من جامعة واترلو في عام 2004.
- درجة الدكتوراه الفخرية من جامعة ساسترا في كومباكونام بالهند في عام 2012.[16]
- درجة الدكتوراه الفخرية من جامعة إلينوي في إربانا-شامبين في عام 2014.

## المنشورات
بعضا من الأعمال المختارة لجورج اندروز
- نظرية الأعداد، (ردمك 978-1-84816-666-0).
- نظرية الاقسام، (ردمك 0-486-68252-8)).
- الأقسام الصحيحة، (ردمك 0-521-63766-X)[17]
- مفكرة رامانوجان المفقودة: الجزء الأول، (ردمك 0-387-25529-X))[18]
- مفكرة رامانوجان المفقودة: الجزء الثاني، (ردمك 978-0-387-77765-8).
- مفكرة رامانوجان المفقودة: الجزء الثالث، (ردمك 978-1-4614-3809-0).
- مفكرة رامانوجان المفقودة: الجزء الرابع، (ردمك 978-1-4614-4080-2).
- الوظائف الخاصة لجورج أندروز، ريتشارد أسكي ورانجان روي. موسوعة الرياضيات وتطبيقاتها، مطبعة جامعة كامبريدج، 1999.[19]

## وصلات خارجية
- الملف التعريفي لجورج أندروز في zbMATH.